# 多洛米蒂山
多洛米蒂山，又名白云石山，是阿尔卑斯山的一部分，位於意大利东北部三个省，其70%地区位于贝卢诺省，其余位于波尔扎诺自治省和特伦托自治省。其西面延伸到阿迪杰河，东面為皮亞韋河山谷，北面和南面分别为普斯特山谷和瓦爾蘇迦納。

## 历史
第一次世界大战时期，意大利和奥匈帝国的军队的分界线穿过多洛米蒂山。五塔山（Cinque Torri）和拉加佐伊山建有露天战争博物馆。很多游客来到多洛米蒂山铁索攀岩（Via ferrata）。这是一种在路线上设置铁索、金属脚蹬甚至梯子以保证安全性的攀岩方式。一次大战期间首次在多洛米蒂山建立了这种保护性小路。很多长距离遠足徑贯穿多洛米蒂山，被称为“Alte vie”（高空小径），这些小径从1到8编号，至少需要一周的时间才能穿过山峰，沿途设有大量棚屋。

## 名称
多洛米蒂山的名字来自法国著名矿物学家德奥达·格拉特·德·多洛米厄，他是第一位用白云石（dolomite）描述这些山的典型形状和颜色的人。中文名音译为多洛米蒂山或亦意译为白云石山。

## 图集

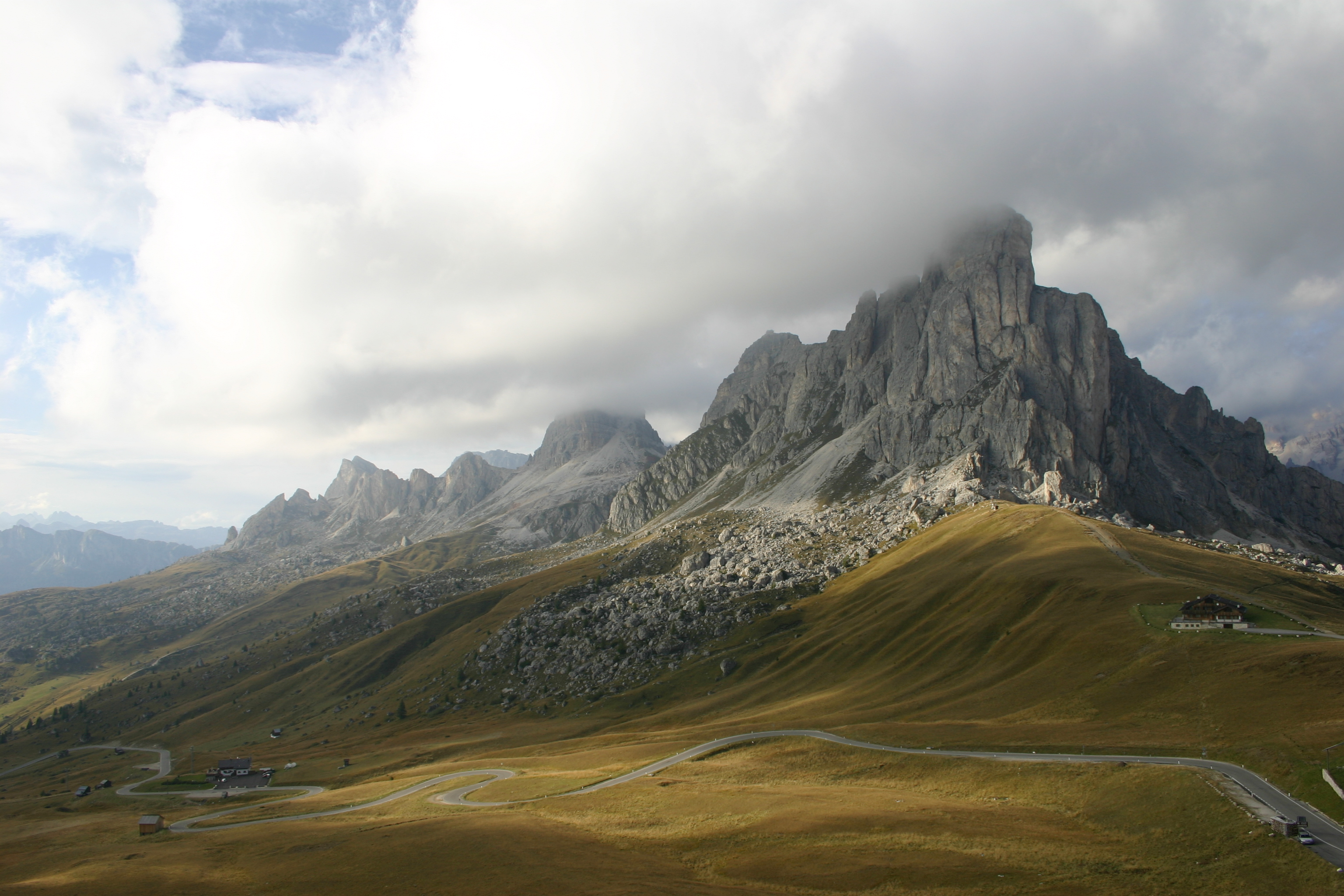
吉奥山道，远方是在云中的努沃劳峰
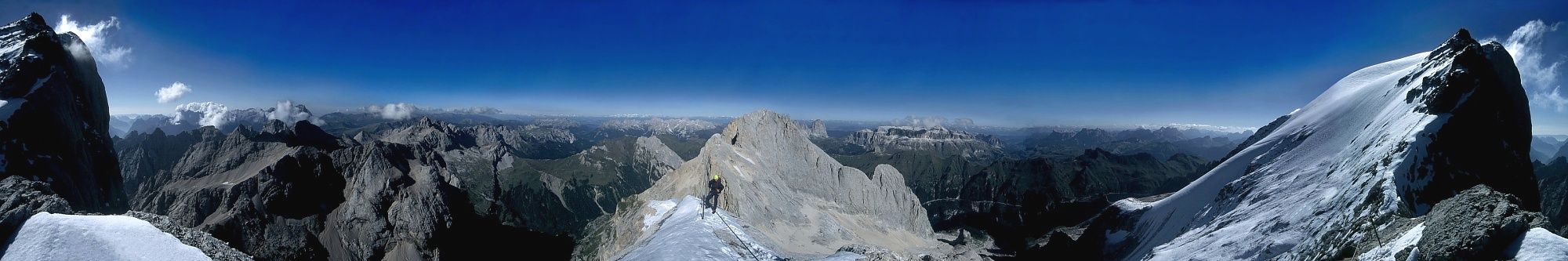
马尔莫拉达峰360°全景图。此为最高峰
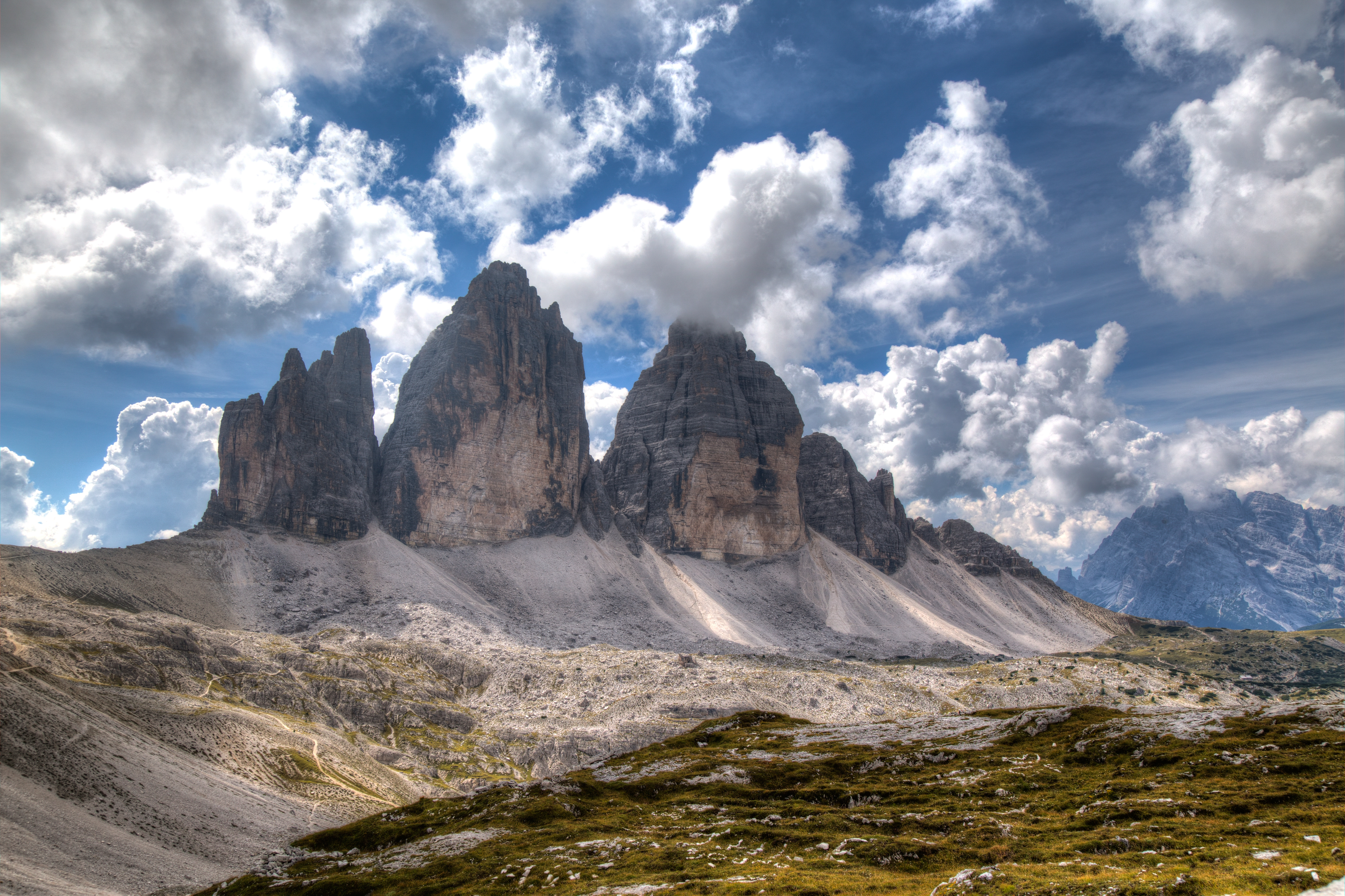
三峰山
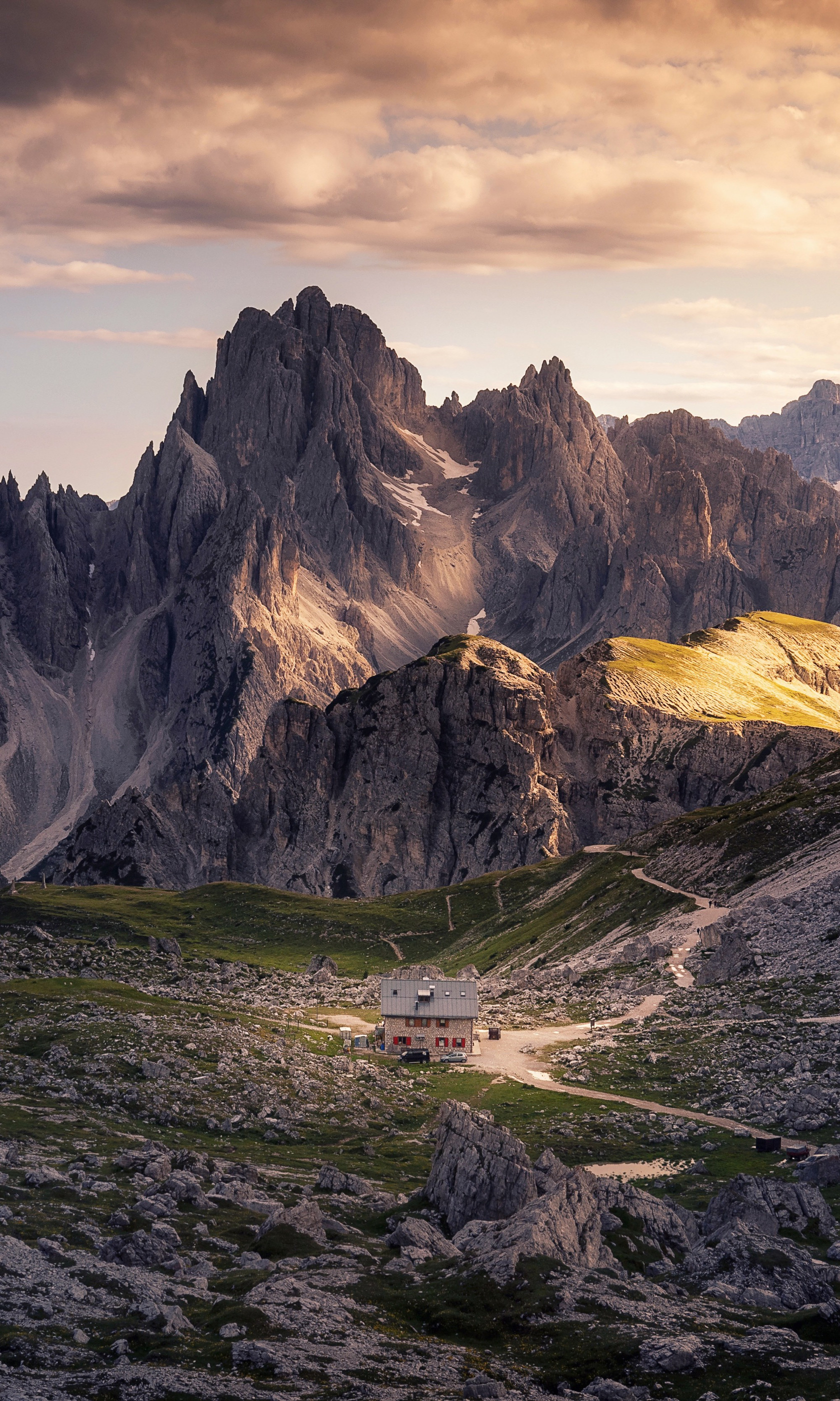
三峰山的徒步小屋
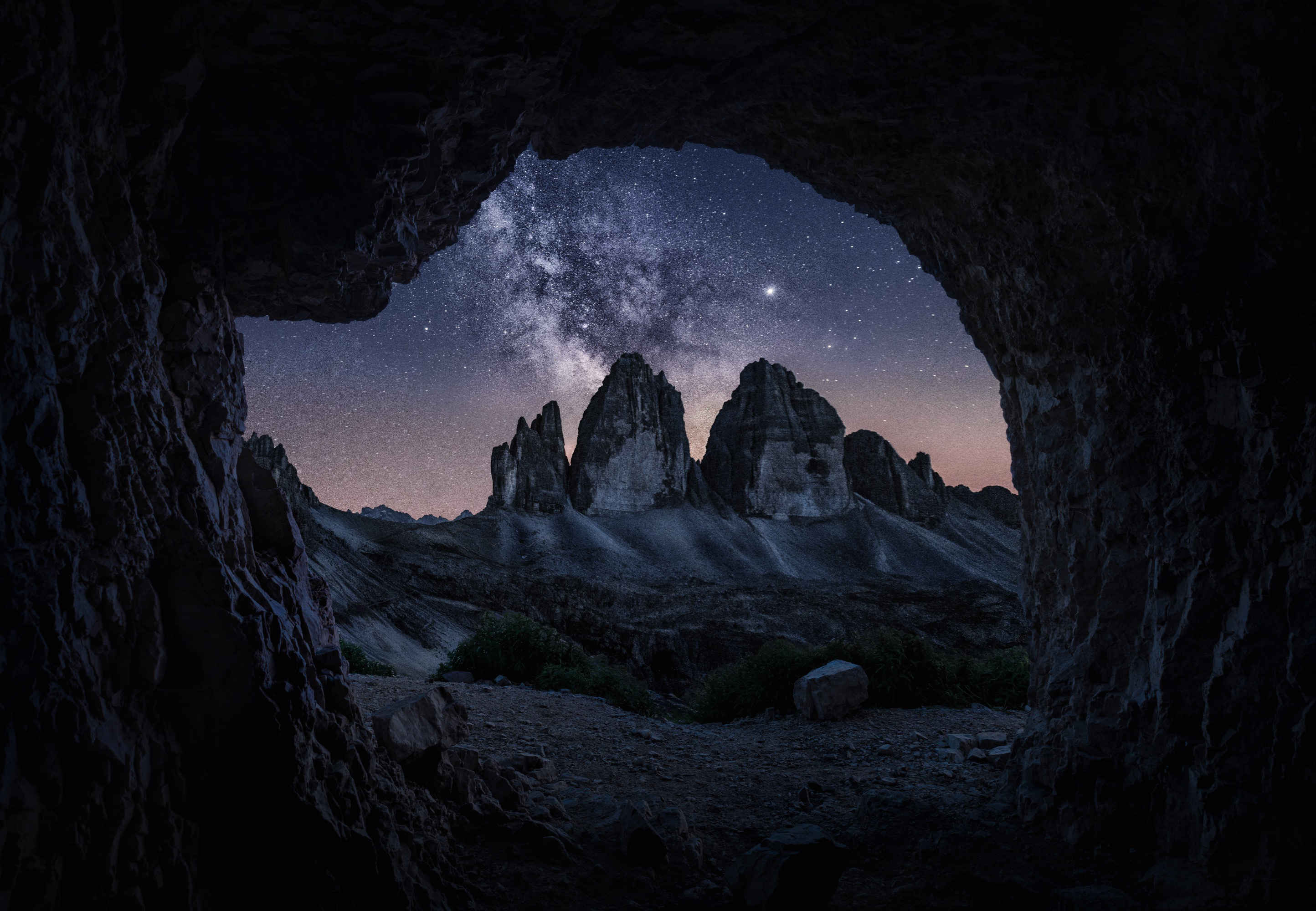
三峰山的星空
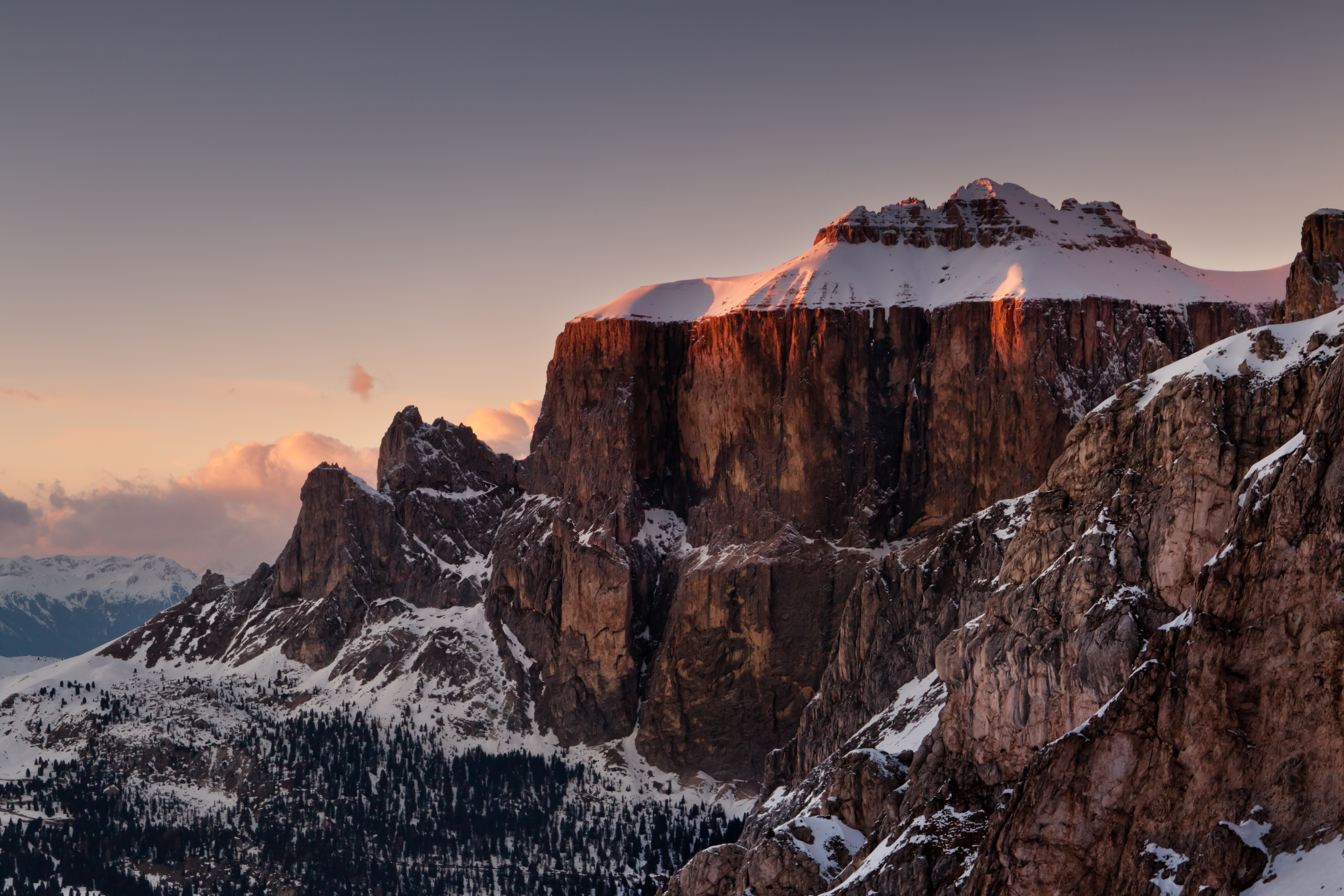
Sella群峰